# Roa excelsa
Roa excelsa là một loài cá biển thuộc chi Roa trong họ Cá bướm. Loài này được mô tả lần đầu tiên vào năm 1921.

## Từ nguyên
Tính từ định danh excelsa trong tiếng Latinh có nghĩa là "cao lớn", hàm ý đề cập đến mẫu định danh đã chết của loài cá này và được đưa lên mặt nước bởi dòng dung nham từ núi lửa Mauna Loa ở đảo Hawaii (loa có nghĩa là "cao, dài" trong tiếng Hawaii).

## Phạm vi phân bố và môi trường sống
R. excelsa được tìm thấy tại quần đảo Hawaii, đảo Johnston và đảo Guam (đều thuộc Hoa Kỳ), nhưng quần thể của loài này có thể trải rộng hơn đến các rạn đá ngầm sâu thẳm ở khu vực Trung Thái Bình Dương. Độ sâu mà R. excelsa được tìm thấy trong khoảng 20–291 m, nhưng thường được tìm thấy ở độ sâu lớn hơn 89 m.

## Mô tả
Chiều dài lớn nhất được ghi nhận ở R. excelsa là 15 cm. Thân có màu trắng với ba dải sọc màu vàng nâu (vàng hơn ở lưng và sẫm nâu ở phía bụng), trong đó dải thứ nhất hẹp hơn và băng qua mắt. Các khoảng trắng giữa ba dải nâu này hẹp dần về phía lưng tạo thành hình chóp nhọn. Vây đuôi trong suốt. Gai vây lưng thứ 3 cao hơn hẳn so với các gai còn lại. Có một đốm tròn màu đen viền trắng nằm ở phía sau của vây lưng. Vây bụng có màu nâu đen với tia gai màu trắng.
Số gai ở vây lưng: 11; Số tia vây ở vây lưng: 21–22; Số gai ở vây hậu môn: 3; Số tia vây ở vây hậu môn: 17; Số gai ở vây bụng: 1; Số tia vây ở vây bụng: 5.

## Sinh thái học
Thức ăn của R. excelsa chủ yếu là các loài thủy sinh không xương sống. R. excelsa rất hiếm khi được đánh bắt trong ngành thương mại cá cảnh vì chúng sống ở vùng nước sâu khó tiếp cận.